# Östra härads domsaga, Jönköpings län
Östra härads domsaga var en domsaga i Jönköpings län, bildad 1796 genom en utbrytning ur Östra Värends domsaga. Den upplöstes den 1 januari 1934 (enligt beslut den 28 april 1933) genom sammanslagning med Västra härads domsaga och bildade då Njudungs domsaga.

## Omfattning
Domsagan omfattade Östra härad och Östra härads tingslag.

## Häradshövdingar
- 1796–1817 Carl Fredrik Hummelhielm
- 1818–1867 Bernt Malte von Liewen
- 1867–1872 Nils Ludvig Ramberg
- 1873–1891 Aron Lindgren
- 1891–1908 Fritz Werner August von Schwerin
- 1908–1931 Karl Gustaf Westholm